# Michel Lambin
Pour les articles homonymes, voir Lambin.
Michel Lambin, né le 17 avril 1950 dans la banlieue nord de Paris, est un tueur en série français surnommé le « berger de Caussols », le « Pougneur » ou le « berger du Milieu ». Il aurait tué dix personnes, entre 1983 et 2004.

## Biographie

### Jeunesse et premiers délits
Michel Lambin naît le 17 avril 1950 dans la banlieue nord de Paris.
Lambin abandonne sa scolarité en 1964, alors qu'il est âgé de 14 ans.
En 1967, il effectue son premier séjour en prison au Centre pénitentiaire de Fresnes. Passionné d'armes à feu et ayant un comportement rebelle, il fait de nombreux séjours en prison pour vol de voiture, port d'armes prohibées et violences volontaires.
En 1968, Lambin se marie à l'âge de 18 ans. Il devient par la suite père de trois petites filles, nées de l'union avec son épouse.
Dans les années 1970, Lambin tente de trouver un emploi stable mais n'y parvient pas. Il travaille respectivement comme charcutier et électricien, mais se retrouve rapidement licencié pour violences envers un collègue de travail ainsi que pour vol au sein de l'entreprise dans laquelle il exerce sa profession.

### Affaire de braquage
Le 3 mars 1977, Lambin commet un braquage au sein de son ancienne entreprise, située dans le 18e arrondissement de Paris. L'attaque lui rapporte 250 000 FRF de butin. Plusieurs témoignages permettent d'apporter un signalement de l'auteur. La voiture garée lors du braquage est reconnue comme étant celle de Lambin qui, par le passé, avait travaillé au sein de l'entreprise braquée. Placé en garde à vue, Lambin nie être à l'origine de ce braquage. Il est incarcéré à la Prison de Fresnes, pour vol à main armée et vol qualifié. Il devient peu à peu paranoïaque, et se dit convaincu d'avoir été dénoncé par son beau-frère, Kamel Guendouz, surnommé Marcel,.
En 1979, le procès de Michel Lambin s'ouvre devant la Cour d'assises de Paris. Il est condamné à une peine de sept ans de réclusion criminelle pour le braquage de son ancienne entreprise. Sa femme obtient le divorce et la garde de leurs trois filles,.
Pendant son incarcération, Lambin fait la connaissance de plusieurs malfaiteurs avec qui il joue au poker. Il se voit rapidement endetté et commence à devoir de l'argent à deux de ses codétenus : Christian Lepage et Jean-Jacques Villey.

### Libération et rencontre avec sa compagne
Lambin est libéré en 1981, après avoir purgé quatre ans de sa peine.
En 1982, Lambin fait la connaissance de Nicole Rossi. Tous deux se mettent en couple dans un appartement de Cannes dans lequel vit Nicole. Lorsque débute leur relation, Nicole est âgée de 27 ans, tandis que Lambin est âgé de 32 ans. Nicole n'ignore aucunement le passé criminel de Lambin et l'accepte tel qu'il est, convaincue qu'il ne récidivera pas s'il est « bien entouré ».
En janvier 1983, alors que Lambin passe la soirée chez Nicole, il fait la connaissance de Michel Tasselli, un truand cannois et ami de sa compagne. La rencontre entre Tasselli et Lambin devient rapidement complexe lorsque Tasselli déclare à Nicole qu'elle ne devrait pas se mettre en couple avec Lambin, qu'il qualifie de « zonard ». Après que Tasselli soit parti, Lambin se jure de le tuer car il n'accepte pas le fait d'avoir été rabaissé.

### Première série d'assassinats
Dans la nuit du 20 au 21 janvier 1983, vers minuit, Lambin se rend à Cannes, sur le parking au pied de l'immeuble de Nicole Rossi. À cet endroit, se trouve Michel Tasselli qui flâne dans sa voiture après avoir fêté son 33e anniversaire chez Nicole. Armé d'un pistolet, Lambin s'approche de la voiture de Tasselli, où il flâne encore à cet instant, puis l'abat en lui tirant deux balles dans le corps, lequel sera retrouvé par un passant. À la suite de son forfait, Lambin se met à boire et, une heure plus tard, il se rend chez Nicole en lui déclarant avoir tué Tasselli. Nicole Rossi ne prend toutefois pas les déclarations de Lambin au sérieux en raison de son état d'ivresse et du fait qu'il ait des projets avec elle pour le couple. L'assassinat de Michel Tasselli demeure donc irrésolu.
Le 17 juillet 1983, Lambin et Kamel Guendouz, son ex-beau-frère de 42 ans, surnommé « Marcel », déjeunent à Bobigny, en compagnie des filles de Marcel et de Nicole Rossi. À la fin du repas, Lambin, Marcel et Nicole Rossi partent à bord de la voiture de Lambin. Sur le trajet, Lambin emmène Marcel dans un bâtiment désaffecté, entre Paris et Meaux, où il prétend avoir caché une arme destinée à servir lors d'un prochain braquage. À la demande de Lambin, Marcel sort de la voiture le premier. Lambin intime à Nicole l'ordre de l'attendre là avant de sortir à son tour de sa voiture. Les deux hommes se rendent à l'intérieur du bâtiment. Marcel entre le premier et Lambin le suit, un pistolet à la main. Deux coups de feu sont tirés par Lambin et Marcel meurt quasiment sur le coup. Lambin rejoint alors  dans la voiture Nicole, qui l'attendait toujours. Il lui déclare : « l'avoir buté ». Il prétendra plus tard avoir déposé Marcel, à sa demande, dans une rue voisine où il aurait rencontré l'un de ses amis. Plus tard, Lambin retourne récupérer le corps de Marcel, qu'il dépèce avant de le mettre dans un sac. Il décide de le faire cuire chez des amis, dans le 15e arrondissement de Paris, à l'aide d'un autocuiseur, et de le manger avec de l'ail et du persil. L'ami qui prête une cocotte-minute à Lambin se souviendra d'une odeur pestilentielle.
Le 18 octobre 1983, Lambin, en compagnie d'un complice, se rend en mobylette à Champigny-sur-Marne, chez Christian Lepage, l'un de ses anciens codétenus âgé de 35 ans, surnommé « le garagiste ». Ayant fait le trajet en passager sur la mobylette, Lambin demande à son complice de s'arrêter pour qu'il puisse « aller faire deux-trois choses ». Lambin tue Lepage de plusieurs balles de pistolet. L'objet du litige était une somme de 100 000 francs perdue au poker. À la suite de quoi, Lambin rejoint son complice et tous deux prennent la fuite.
Onze jours plus tard, le 29 octobre 1983, Jean-Jacques Villey, ami du « garagiste » âgé de 40 ans, change une roue de son véhicule à Crosne (Essonne), lorsque Lambin et son complice débarquent derrière lui. Villey est abattu à son tour de plusieurs balles de pistolet. Là encore, les deux comparses s'enfuient puis abandonnent leur mobylette. L'inspecteur Gérard Merville, qui est chargé de cette affaire d'homicide, parvient à retrouver la mobylette des assassins mais, sans autre élément d'enquête, finit par classer l'affaire.
Quelques semaines plus tard, le 23 décembre 1983, l'Antibois Walter Barbay est assassiné à son tour à Cagnes-sur-Mer (Alpes-Maritimes) par Lambin. Une nouvelle enquête est menée afin de retrouver l'assassin de cet ancien délinquant de 29 ans, mais aucun élément ne permet de retrouver un quelconque suspect dans cette affaire.
Le 6 janvier 1984 à Villiers-sur-Marne, Christian Salmon, représentant de commerce et nouveau compagnon d'une ancienne maîtresse de Lambin, est abattu par balles. Salmon meurt quelques minutes plus tard mais, avant de succomber, la victime parvient à dire quelques mots dans l'ambulance et désigne Michel Lambin comme étant son agresseur. C'est dans ce contexte que le nom de Michel Lambin est mentionné pour la première fois dans cette affaire.

### Poursuite judiciaire pour assassinat et acquittement
Lambin est interpellé le 9 janvier 1984 puis placé en garde à vue. Interrogé, Lambin conteste les accusations de meurtre portées à son encontre. Bien qu'il nie l'avoir tué, Lambin est inculpé pour l'assassinat de Christian Salmon puis placé en détention provisoire.
Alors qu'il est en prison, accusé d'avoir assassiné son rival, ses filles, convaincues qu'il est l'auteur de l'assassinat de Salmon, mettent un terme à leur relation avec lui. Elles ne le reverront pas pendant plusieurs années. C'est aussi à cette période que Lambin fait la connaissance du braqueur Émile Fornasari, avec qui il se lie d'amitié.
Michel Lambin comparaît le 23 juin 1986 devant la cour d'assises de Paris. Pendant les trois journées du procès, tous les témoins désignent Lambin comme l'auteur de l'assassinat de Christian Salmon. Lambin exhibe un ticket de caisse, daté de l'heure du crime, pour tenter de se disculper.
Défendu par Me Jacques Vergès, Lambin est finalement acquitté, le 25 juin 1986, puis libéré.

### Période sans homicides
Entre 1986 et 1991, Lambin et Nicole travaillent dans une maison de retraite de Mougins. Lorsqu'il exerce son travail, Lambin aide à faire le ménage et apporte à manger et à boire aux patients âgés de l'établissement. Lambin est apprécié de tous et, pour la première fois de sa vie, est décrit comme étant un employé exemplaire.
De 1991 à 1993, Lambin et Nicole s'installent à Plan-les-Ouates, sur le canton de Genève en Suisse. Le couple n'y restera toutefois pas pour des raisons, semble-t-il, financières.
En 1993, Lambin s'établit comme berger à Caussols, dans l'arrière-pays de Grasse, où il commence à vivre de l'élevage de ses bêtes et des produits de sa ferme. C'est à l'aide de son nouveau métier que Lambin parvient à renouer avec ses trois filles. Il devient par la suite grand-père et se range de toute activité criminelle pendant plusieurs années.
Lambin n'a toutefois pas abandonné ses antécédents de braqueur. Il planifie même l'évasion de plusieurs ex-codétenus avec qui il avait partagé la même cellule une quinzaine d'années auparavant. Lambin rencontre également Farid Errachdi, un jeune délinquant cherchant à blanchir de l'argent, et décide de l'héberger dans sa bergerie.
Le 24 mars 2001, le braqueur Émile Fornasari, 39 ans, s'évade par hélicoptère de la prison de Draguignan avec deux autres détenus, Jean-Félix Leca, dit « le Corse », et Abdelhamid Karmous. Les trois évadés font partie des amis de Michel Lambin, dont il avait planifié l'évasion. Fornasari, Léca et Karmous s'installent dès lors dans les caravanes de Lambin, qui couvre leur cavale. Pour éviter d'être soupçonné, Lambin déclare a Nicole Rossi que Fornasari, Léca et Karmous sortent de prison et qu'il décide de les héberger afin qu'ils puissent retrouver un emploi,,,,.

### Seconde série d'assassinats
Dans la nuit du 16 avril 2001, Lambin accroche Farid Errachdi à l'aide d'un crochet de boucher présent devant sa porte d'entrée, dans sa bergerie de Caussols. Lambin dépèce Errachdi alors qu'il est encore vivant, lequel meurt alors dans d'atroces souffrances . Les restes de son corps et de ses vêtements sont respectivement jetés dans deux énormes seaux. Lorsque Lambin commet ce nouvel assassinat, Jean-Félix Leca assiste au dépeçage d'Errachdi. Lambin décide de planifier un autre meurtre, craignant les représailles de Léca.
Quelques jours plus tard, Lambin entre dans sa caravane puis tire plusieurs coups de feu sur Léca, 38 ans, à l'aide de son pistolet, alors qu'il était en train de dormir. Lambin dépèce par la suite le corps de Léca. Lambin coupe alors plusieurs arbres de sa ferme afin de faire un feu, puis brûle les restes du corps dépecé de Léca. Ayant réveillé Nicole Rossi par ses coups de feu, Lambin déclare à celle-ci qu'il « le purifie, comme le font les Hindous »,.
Le 5 décembre 2002, Émile Fornasari commandite à Lambin le meurtre de Robert Ludi, un gardien d'école d'Antibes âgé de 33 ans, à qui il reproche d'être un peu trop proche de son ex-compagne. Robert Ludi est abattu vers 18h30 dans sa voiture par deux balles de calibre 11,43mm tirées par Lambin. L'assassinat de Ludi survient sur le parking de l'établissement scolaire dans lequel il travaille comme gardien, à Antibes. Le lendemain, la sœur du disparu s'inquiète de son absence à un déjeuner chez leur mère et se rend à son lieu de travail. Elle découvre le corps dans la voiture en stationnement. Le crime apparaît inexplicable aux yeux des proches de la victime, qui ne lui connaissaient aucun ennemi. De leur côté, les enquêteurs tentent de trouver des indices matériels ou génétiques, mais aucune trace ADN ne se révèle exploitable,,.
Poursuivant sa cavale, Émile Fornasari quitte la France pour se réfugier en Suisse, tandis que Lambin continue de vivre dans sa bergerie de Caussols.
Fornasari est arrêté en février 2004, après près de trois ans de cavale. Il est mis en examen pour évasion puis placé en détention provisoire à la Prison des baumettes. Lorsque Lambin apprend l'arrestation de son comparse, il élabore un plan pour le faire évader en hélicoptère avec la complicité de Jean-Yves Guerrée, un individu de 36 ans libéré en 2003 après avoir purgé dix ans de prison, contre la somme de 28 000 € à se partager entre eux.
Vers 2h du matin, le 1er juillet 2004, Guerrée se rend à la bergerie de Lambin afin de mettre à exécution le plan d'évasion. Au cours de la nuit, Lambin se refuse à l'idée de partager les 28 000 € avec Guerrée et le tue de plusieurs balles de fusil avant d'enterrer son corps sur le vaste terrain de sa propriété. Nicole, présente, a assisté à la scène et vu Guerrée se faire tuer devant elle.
Au cours du mois de juillet 2004, Nicole se rend dans une Église de Mougins afin de confesser les dix meurtres et assassinats commis par Lambin. Le prêtre de l'Eglise, surpris des déclarations de la confidente, la persuade alors de se rendre au commissariat de police.
Nicole Rossi se rend au commissariat, le 17 juillet 2004, où elle raconte les dix meurtres que Lambin aurait commis, depuis 1983. Elle parle en premier lieu du meurtre de son ex-compagnon et déclare, citant Lambin, que le meurtre de Jean-Yves Guerrée a été perpétré « peut-être pour pas que son fantôme revienne ». Elle parle de la disparition de Jean-Félix Leca « tué d'une balle dans la nuque car avait assisté au dépeçage de Farid Errachdi et en était tellement retourné que Michel Lambin pensait qu'il parlerait s'il était arrêté ». Nicole Rossi déclare également « Je sais que ça va paraître incroyable, mais il bouffait des morceaux de ses victimes, avec de l'ail et du persil, et il me disait que cela n'avait rien à voir avec la viande, que c'était d'une délicatesse ».
En 2005, au bout d'un an d'enquête, le commandant de police Pierre Batty, chef de la brigade criminelle de Nice, relie les déclarations de Nicole Rossi à celle d'une personne se souvenant d'avoir prêté sa cocotte-minute à Lambin et de l'odeur pestilentielle qui en émanait ensuite.

### Arrestation, incarcération et jugements successifs

#### Dans le meurtre de Jean-Yves Guerrée
Le 27 septembre 2005, la bergerie de Lambin est perquisitionnée et son terrain de 14 hectares est fouillé dans le but de retrouver les trois corps qui y seraient enterrés. Après plusieurs tentatives, le corps de Jean-Yves Guerrée y est finalement retrouvé. Dans un état de décomposition avancée, le corps est incomplet. Ses pieds, notamment, sont manquants. C'est dans ce contexte que Michel Lambin, âgé de 55 ans, est arrêté et placé en garde à vue dans le cadre de la mort de Guerrée, mais il nie connaître l'homme, affirmant être rangé de la vie criminelle depuis plus de vingt ans. Au terme de sa garde à vue, Lambin est mis en examen pour l'assassinat de Jean-Yves Guerrée puis placé en détention provisoire.
Émile Fornasari, le complice désigné par Nicole Rossi, toujours en détention, est mis en examen pour tentative d'évasion, bien qu'il nie également y avoir pris part. Malgré leurs dénégations, Lambin et Fornasari sont renvoyés devant la Cour d'assises des Alpes-Maritimes.
Le 27 mai 2009, Michel Lambin comparaît pour l'assassinat de Jean-Yves Guerrée en compagnie d'Émile Fornasari, accusé d'avoir tenté de s'évader la nuit du crime. Le procès se tient devant la Cour d'assises des Alpes-Maritimes. Après avoir nié l'assassinat de Guerrée jusqu'au premier jour du procès, Lambin avoue finalement en être l'auteur, le 28 mai 2009.
Défendu par Éric Dupond-Moretti, Lambin est condamné le 29 mai 2009 à 20 ans de réclusion criminelle. Émile Fornasari, quant à lui, est condamné à cinq ans d'emprisonnement pour sa tentative d'évasion. Seul Lambin fait appel de sa condamnation.
En février 2011, Lambin comparaît en appel devant la Cour d'appel d'Aix-en-Provence pour l'assassinat de Jean-Yves Guerrée. De nouveau défendu par Éric Dupond-Moretti, Lambin voit sa peine réduite à 18 ans de réclusion criminelle. Il est incarcéré à la prison de Grasse à la suite de sa condamnation.

#### Enquête sur les assassinats de Farid Errachdi, Jean-Felix Léca et Robert Ludi
En avril 2011, les enquêteurs, qui exhument le passé de Michel Lambin, décident de se rendre de nouveau à la ferme de ce dernier afin d'y retrouver les traces de Farid Errachdi et de Jean-Félix Léca qui, selon Nicole Rossi, auraient été enterrés à cet endroit. C'est à l'aide des aveux de Nicole Rossi que des restes humains sont retrouvés. L'assassinat de Robert Ludi est également étudié car Nicole Rossi avoue que ce meurtre est la conséquence d'une rivalité amoureuse que Fornasari, le comparse de Lambin, ne pouvait supporter. Lors de la perquisition de la bergerie, une carabine est retrouvée puis est identifiée comme pouvant être celle ayant servi pour l'assassinat de Robert Ludi,.
Le 25 mai 2011, Lambin est extrait de sa prison puis placé en garde à vue pour les assassinats de Farid Errachdi, de Jean-Félix Léca et de Robert Ludi. Bien qu'il nie farouchement, comme pour le meurtre de Guerrée, les trois faits qui lui sont reprochés, Lambin est de nouveau mis en examen pour les assassinats de Farid Errachdi et de Jean-Félix Léca puis regagne la prison de Grasse,,.
En août 2011, Lambin est ré-interrogé pour l'assassinat de Robert Ludi puis est de nouveau mis en examen pour meurtre commis avec préméditation. Il s'agit alors de sa quatrième mise en examen pour des faits de meurtre. Pendant sa détention, Lambin est renvoyé devant la Cour d'assises des Alpes-Maritimes avec Émile Fornasari, également inculpé dans cette affaire d'assassinat en tant que commanditaire. Tous restent en détention en l'attente de leurs jugements.
Initialement prévu du 2 au 13 novembre 2015, le procès pour l'assassinat de Robert Ludi est reporté à plusieurs reprises en raison de l'état de santé de Lambin qui, atteint d'une lombosciatique paralysante, ne peut être transporté par avion jusqu'à la Cour d'assises.
En novembre 2015, Lambin demande sa mise en liberté, sous le motif que son état de santé est incompatible avec sa détention et que sa peine de 18 ans de réclusion criminelle touche à sa fin. La demande de remise en liberté de Lambin est rejetée en avril 2016.
Lambin et Fornasari bénéficient, le 16 juin 2017, d'un non-lieu pour les assassinats de Farid Errachdi et de Jean-Félix Léca.

#### Procès pour l'assassinat de Robert Ludi
Michel Lambin et Émile Fornasari comparaissent du 4 au 19 décembre 2017 devant la Cour d'assises des Alpes-Maritimes. Lors du procès, Lambin et Fornasari nient l'assassinat de Robert Ludi pour lequel ils sont jugés. Au terme de deux semaines de procès, Fornasari est condamné à une peine de réclusion criminelle à perpétuité assortie d'une peine de sûreté de 15 ans, tandis que Lambin est condamné à la réclusion criminelle à perpétuité assortie d'une période de sûreté de 22 ans. Tous deux interjettent appel de leur condamnation,.
Le procès en appel subit également plusieurs reports, notamment en raison de la pandémie de Covid-19.
Quelques jours avant leur jugement, le 6 avril 2021, Michel Lambin et Émile Fornasari, qui avaient bénéficié d'un non-lieu dans les assassinats de Farid Errachdi et de Jean-Félix Léca, voient leurs non-lieux annulés et sont finalement renvoyés devant la Cour d'assises des Alpes-Maritimes.
Du 12 au 23 avril 2021, Michel Lambin et Émile Fornasari comparaissent en appel, devant la Cour d'assises d'Aix-en-Provence. Au terme de leur procès en appel, Lambin et Fornasari sont de nouveau reconnus coupables de l'assassinat de Robert Ludi et sont tous deux condamnés à la réclusion criminelle à perpétuité assortie d'une période de sûreté de 22 ans.

#### Procès pour les assassinats de Farid Errachdi et Jean-Félix Léca
Le procès de Michel Lambin et d'Émile Fornasari, pour les assassinats de Farid Errachdi et de Jean-Félix Léca, devrait se tenir d'ici 2025, devant la Cour d'assises des Alpes-Maritimes. Aucune date précise n'est, à ce jour, fixée.

### Documentaires télévisés
- « Affaire Michel Lambin, un berger au-dessus de tout soupçons » le 25 septembre 2021 dans Au bout de l'enquête, la fin du crime parfait ? sur France 2.